# الوصية السادسة (مسلسل تلفزيوني)
الوصية السادسة هو مسلسل جريمة بريطاني مبني على قصة حقيقية من بي بي سي وان مكون من أربعة حلقات ، كتبه سارة فيلبس وإخراج شاول ديب . المسلسل يدور حول مقتل بيتر فاركوهار وآن مور مارتن ، يقوم ببطولته تيموثي سبال وآن ريد وشيلا هانكوك وإيانا هاردويك وأنابيل شولي وبن بيلي سميث .
أنتج المسلسل من قبل Wild Mercury Productions و True Vision Productions ، وبدأ بث المسلسل على BBC One في 17 يوليو 2023. 

## نبذة عن المسلسل
تدور أحداث المسلسل حول أساليب التلاعب النفسي والموت الغامض التي تعرض له بيتر فاركوهار وآن مور-مارتن في قرية ميدز مورتون في مدينة باكينجهامشير في عامي 2014 و 2017 ، وكذلك الأحداث التي تلت ذلك ، بما في ذلك التحقيقات الذي أجرتها الشرطة والمحاكمة الجنائية للمتهم الذي يدعى بن فيلد عام 2019 . 

## الممثلون
- تيموثي سبال في دور بيتر فاركوهار
- آن ريد في دور آن مور مارتن
- ايانا هاردويك بدور بن فيلد
- أنابيل شولي في دور آن ماري بليك
- شيلا هانكوك بدور إليزابيث زيتل
- بن بيلي سميث في دور سيمون بليك
- كونور ماكنيل في دور مارتن سميث
- أدريان رولينز في دور إيان فاركوهار
- أماندا روت بدور سو فاركوهار
- جوناثان آريس في دور المحقق مارك غلوفر
- ريك واردن بدور أوليفر ساكسبي
- بيتر سوليفان مثل ديفيد جيريمي
- آنا كريلي بدور دي إس ناتالي جولدينج

## إنتاج

### مسار عملية انتاج المسلسل
تم الإعلان عن المسلسل لأول مرة في نوفمبر 2020 من قبل بي بي سي "لتسليط الضوء على وفاة السيد فاركوهار وأحداث التلاعب النفسي والإيذاء الجسدي الذي تعرض له على يد خادم الكنيسة بنيامين فيلد".  سارة فيلبس هي من كتبت السيناريو. 
في يونيو 2022 ، تم الإعلان عن تصوير المسلسل يتم انتاجه من قبل شركتي Wild Mercury Productions و True Vision Productions ليصبح مسلسلا مكونا من أربعة حلقات على قناة BBC One. أخرج المسلسل شاول ديب ، من نص فيلبس ، من إنتاج فرانسيس دو بيل. المشروع من إنتاج Derek Wax و Brian Woods و Lucy Richer بالإضافة إلى Dibbs و Phelps.  تم التأكيد على أن المشروع حظي بالتعاون الكامل من عائلتي الضحيتين بيتر فاركوهار وآن مور مارتن. 

### فريق التمثيل الرئيسي
في يونيو 2022 تم الإعلان عن تيموثي سبال وآن ريد وإيانا هاردويك وأنابيل سكولي وشيلا هانكوك بصفتهم فريق التمثيل الرئيسي. 

### مكان التصوير
تم التصوير في مدينتي بريستول وباث ، سومرست من يوليو 2022.  استمر التصوير لمدة ثلاثة أشهر. 

## ردود الأفعال على المسلسل
منحت لوسي مانجان من صحيفة الغارديان الحلقة الأولى من المسلسل خمسة نجوم من أصل خمسة ، مشيدة بالكتابة والإخراج والعروض.  أما إد باور من صحيفة ديلي تلغراف منح الحلقة الأولى أربعة نجوم من أصل خمسة ، كما أشاد بالأداء وقال إن المسلسل "لا ينسى أبدًا أن ضحايا المتهم فيلد كانوا حقيقيين وعانوا بشكل فظيع".  في مراجعة أكثر أهمية ، منح نك هيلتون من صحيفة الإندبندنت الحلقة الأولى اثنين من أصل خمسة نجوم. 